# Empezar desde cero
Empezar desde cero é o quinto álbum de estúdio do grupo musical mexicano RBD, lançado internacionalmente através da gravadora EMI Music em 20 de novembro de 2007. O disco trouxe treze faixas inéditas nas quais quatro foram compostas por quatro membros do grupo, Alfonso Herrera, Christopher Uckermann, Maite Perroni e Dulce María, sendo este o primeiro álbum do RBD a conter faixas autorais. Para este material o sexteto continuou a trabalhar com colaboradores frequentes como Armando Ávila e Carlos Lara, trazendo a produção executiva de Gustavo Borner e Pedro Damián, diretamente dos estúdios da gravadora da banda em Los Angeles e Cidade do México. A obra, que possui como base uma sonoridade de pop rock e pop latino, recebeu revisões positivas por parte dos críticos de música. O conteúdo lírico da obra foi direcionado para um público mais amplo, que estava crescendo com o grupo, segundo os próprios integrantes.
Empezar desde cero teve ao todo três singles, "Inalcanzable", "Empezar desde cero" e "Y no puedo olvidarte", e estes, com exceção do último, figuraram em várias paradas musicais internacionais, entre elas a parada de faixas latinas e a parada de canções pop latinas, ambas da revista Billboard, nas quais atingiram as cinco primeiras posições. Em junho de 2008 foi lançada a Fan Edition, que continha mais três canções inéditas, incluindo uma em parceria com o grupo chileno Kudai e a cantora mexicana Eiza González. Como forma de divulgação, o RBD interpretou as canções do material em diversos programas de televisão e embarcou na Empezar Desde Cero Tour, a qual teve o concerto de maior público do grupo — cerca de 500 mil pessoas — registrado no álbum de vídeo Live in Brasília (2009).
A nível comercial, alcançou sucesso internacionalmente, inclusive nos Estados Unidos, onde estreou na sexagésima posição na Billboard 200, na qual permaneceu por uma semana, tendo sido esta a sua posição de pico. Também se tornou o terceiro disco consecutivo do sexteto a liderar a tabela de álbuns latinos. No México, tornou-se a segunda vez que um álbum do estúdio do grupo não conseguiu estrear no número um da tabela de álbuns do país, obtendo apenas a sexta posição e recebendo um certificado quádruplo de platina da Asociación Mexicana de Productores de Fonogramas y Videogramas (AMPROFON). Ademais, recebeu uma nomeação à nona cerimônia do Grammy Latino, em que concorreu ao prêmio de Melhor Álbum Pop por Grupo ou Dupla em 2008. Leitores da Billboard o elegeram como terceiro melhor disco de 2007, com mais de 16 mil votos registrados.

## Antecedentes e produção
"É um disco diferente, onde se nota a evolução e mudança do grupo, é mais calmo, com baladas românticas e não é tão dançante... É mais para um público grande, aquele que cresceu com a gente. É uma evolução de todos".

— Dulce María sobre o CD.
Em 2006, o RBD lançou seu terceiro álbum de estúdio, intitulado Celestial, e logo em seguida realizou uma turnê para promovê-lo, a Celestial Tour. Meses após o início da turnê, ainda em 2007, o grupo anunciou que as gravações de um novo disco poderiam começar após a final daquele circuito de shows. Diferente do que foi afirmado pelo sexteto, ainda com a turnê acontecendo, entre eventos de publicidade e comerciais que o grupo participava, o RBD deu início as gravações de Empezar desde cero, em 30 de agosto de 2007. As gravações do projeto duraram um mês e aconteceram na Cidade do México e em Los Angeles.
Este álbum teve a colaboração de integrantes da banda que, à exceção de Anahí e Christian Chávez, compuseram canções para integrar seu alinhamento. As composições de Alfonso Herrera e Christopher Uckermann estão presentes na edição padrão do disco, lançada em novembro de 2007 e nas demais versões do álbum, enquanto que as músicas escritas por Maite Perroni e Dulce María foram disponibilizadas apenas na edição Fan Edition.

### Arte da capa
Para a capa de Empezar desde cero, foi usada uma foto de RBD em frente a um fundo preto. A tipografia utilizada também é muito simples e apresenta realces de vermelho em algumas palavras. Na capa do álbum, os seis membros do grupo são vistos sentados em bancos e cadeiras de madeira. Anahí aparece reclinada em um banco de madeira vestindo uma jaqueta de couro sobre um vestido verde, segurando uma mecha de seu cabelo. Atrás dela, Christian Chávez é visto trajando um suéter preto sobre uma camiseta branca e calças caqui largas. O cantor é visto segurando a mão de Maite Perroni, que aparece vestida de preto e sentada atrás de Dulce María. Esta que por sua vez está sentada em um banco de madeira ao lado de Anahí, também com um vestido preto, mas sob um suéter cinza. Atrás dela está Alfonso Herrera, trajando uma jaqueta de couro preta, e Christopher Uckermann aparece sentado ao seu lado, vestido de igual forma. Sobre a sessão de fotos da capa do material, Herrera comentou: "Não é [uma] superprodução no que diz respeito ao figurino, é bastante descontraído porque, como diz o título do álbum, estamos começando do zero".

## Divulgação

### Singles

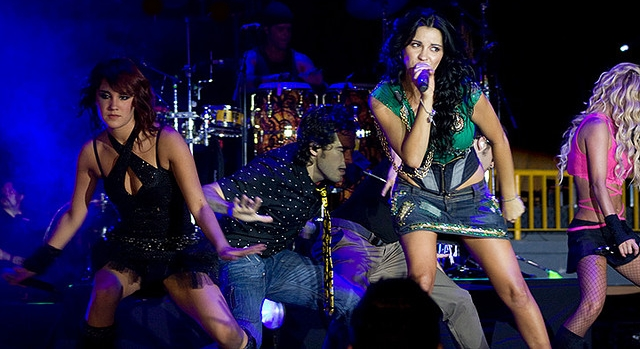
RBD apresentando "Fui la niña" durante a passagem da Empezar Desde Cero Tour por Bucareste, Romênia, em 2008.

O processo de divulgação do álbum começou em 4 de outubro de 2007, no "Dia Mundial do RBD", quando o RBD realizou uma coletiva de imprensa para anunciar seu novo trabalho. O grupo confirmou o nome do álbum para Empezar desde cero e que este seria lançado em 20 de novembro daquele ano, quase um ano após o lançamento de seu último álbum. Como parte da promoção do disco, a EMI Music lançou em 8 do mesmo mês a canção "Inalcanzable" em formato de digital como primeiro single oficial do álbum. Essa canção, que chegou ao sexto lugar na parada de faixas latinas da Billboard e também figurou como a música mais tocada em países da América Latina, foi bem recebida pelos críticos, que afirmaram que seu refrão é, sobretudo, "um hino memorável".
Em 29 de outubro, há poucos dias de seu lançamento oficial, foi publicada a lista oficial das canções presentes no trabalho, ainda como parte de divulgação da obra. O segundo single lançado pelo grupo para promover o álbum foi a faixa-título, "Empezar desde cero", em 28 de janeiro de 2008. A canção, composta por Armando Ávila e interpretada predominantemente por Maite Perroni, foi lançada para divulgar o álbum após o seu lançamento e para anunciar a turnê Empezar Desde Cero Tour, que se iniciaria no mês subsequente. A canção figurou em várias paradas musicais internacionais, tendo sido a primeira colocada na tabela Latin Pop Airplay da Billboard e uma das dez músicas mais tocadas em países da América Latina, tais como Venezuela, Chile e Argentina. Por fim, em junho de 2008, foi lançado a última música de trabalho oficial do disco, a canção "Y no puedo olvidarte". Essa faixa não teve grande êxito comercial como as anteriores e tampouco ganhou um vídeo musical. O grupo chegou a anunciar que faria visitas a países da América do Sul, tais como Brasil e Argentina, a fim de promover Empezar desde cero, porém, as idas a estas nações se deram apenas durante a turnê do álbum.

### Apresentações ao vivo
Para promover o lançamento de Empezar desde cero, o RBD embarcou em uma agenda de divulgação, apresentando-se em vários programas de televisão. Em 1 de novembro de 2007, o sexteto executou "Inalcanzable" pela primeira vez no Evento 40 no México. No mesmo mês, o mesmo single foi apresentado no programa mexicano Mojoe. Em 12 do mês seguinte, a canção foi apresentada sem Herrera nos Prêmios Fox Sports em Miami Beach. Três dias depois, os seis integrantes compareceram a primeira edição do Prêmio Mi TRL pela MTV Tres, onde cantaram "Inalcanzable". Ainda em dezembro, o grupo apareceu no Teletón mexicano e cantou composições de seus álbuns anteriores, bem como a faixa supracitada.
Em 26 de janeiro de 2008, foi ao ar a participação do RBD no Evento Oye, na Cidade do México, onde se apresentaram com "Inalcanzable". Em 1 de fevereiro, o grupo apareceu nas festividades antes do Super Bowl XLII; na oportunidade, cantaram seus maiores sucessos e "Inalcanzable". Em 10 do mesmo mês, "Inalcanzable" e "Empezar desde cero" foram interpretadas durante a participação do RBD no programa televisivo mexicano En familia con Chabelo. O grupo interpretou a mesma faixa no programa Boom Box en Estudio do canal Boomerang, exibido no dia 24. O sexteto veio a cantá-las novamente no programa de variedades musicais latino-americanas Noche de Estrellas. Em 4 de março, compareceram ao programa matinal americano ¡Despierta América! para interpretar "Empezar desde cero" e "Inalcanzable". Nesse mesmo dia, apareceram na Escándalo TV para voltar a tocar os dois singles. Na apresentação realizada no especial da TV americano Feliz 2008, apresentado por Don Francisco, no dia 24, cantaram "Inalcanzable". Um dia depois, estiveram na TVE da Espanha, onde mais uma vez interpretaram a mesma canção. Já em abril, o RBD apareceu novamente no Evento 40 no México, organizado por Los 40 Principales, para cantar algumas canções de Empezar desde cero. No dia 19 de junho, participaram do show da Exa TV no México, mas com as ausências de Anahí por questões de saúde e de Perrone devido às filmagens da telenovela Cuidado con el ángel.
Em 13 de julho, durante a segunda temporada de Ya es 1/2 día en China, o RBD apresentou-se com canções de Empezar desde cero. Nessa ocasião Perrone esteve novamente ausente. Dias depois, os mexicanos apareceram na quinta edição do Premios Juventud, onde usaram trajes de super-heróis e cantaram "Y no puedo olvidarte". Nessa apresentação, Perrone também não esteve presente devido às filmagens de Cuidado con el ángel. A banda se apresentou no concerto organizado para comemorar o aniversário de 50 anos da Televisa, em Monterrei, México, no dia 19, onde cantaram "Y no puedo olvidarte" e "Inalcanzable". Enquanto no dia 24, visitaram o programa de TV colombiano El programa del millón, executando "Y no puedo olvidarte". Por último, apresentaram-se no concerto Exa TV no México, que foi transmitido ao vivo pela rede mexicana de televisão TeleHit em 25 de outubro; a participação contou com canções de Empezar desde cero, encerrando a promoção ao disco.

### Turnê
Com o lançamento de Empezar desde cero e ainda com a Celestial Tour acontecendo, o RBD anunciou em dezembro de 2007 uma viagem para a Espanha, bem como uma apresentação em um festival colombiano, com o objetivo de promover o álbum e anunciou também que a turnê de apoio ao disco se iniciaria no primeiro semestre do ano seguinte. Em fevereiro de 2008, como o fim da Celestial Tour, o sexteto iniciou sua quarta e penúltima turnê, intitulada Empezar Desde Cero Tour, no dia 15 do mesmo mês e ano. Com esta série de concertos, considerada a maior da carreira do grupo em relação a público, o RBD se apresentou em vários países do continente americano e europeu e gravou no Brasil, durante o quadragésimo oitavo aniversário de Brasília, um álbum de vídeo intitulado Live in Brasília. Durante a gravação desse projeto, em 21 de abril de 2008, o RBD se apresentou na Esplanada dos Ministérios para cerca de quinhentas mil pessoas, o maior público do grupo.

## Recepção

### Crítica profissional
| Críticas profissionais | Críticas profissionais |
| Avaliações da crítica  | Avaliações da crítica  |
| Fonte                  | Avaliação              |
| ---------------------- | ---------------------- |
| AllMusic               | [ 47 ]                 |
| Território da Música   | [ 48 ]                 |
| Walmart                | (mista)                |

Empezar desde cero recebeu principalmente análises positivas dos profissionais especializados em música contemporânea, muitos críticos o descreveram como "maduro" e elogiaram a evolução musical dos seis membros do RBD, especialmente a das integrantes femininas. Jason Birchmeier, do banco de dados AllMusic, descreveu o material como não sendo "tão divertido quanto as gravações anteriores [do RBD], particularmente seu álbum de estreia de espírito livre, o alegre e frívolo Rebelde (2004)", mas que a maturidade é "bem-vinda [...] para as estrelas pop adolescentes", acrescentando que "o resultado é um lote de canções com temas líricos mais ponderados e performances mais sinceras do RBD". Birchmeier encerrou sua crítica afirmando que algumas das faixas de Empezar desde cero "pode[ria]m ser as melhores músicas do RBD até hoje. Elas são tão boas que até os odiadores do RBD podem ficar agradavelmente surpresos". Judy-Cantor Navas, diretora do serviço de música online Rhapsody, afirmou acreditar que, assim como Birchmeier comentou em sua crítica, o disco "poderia sinalizar o início de uma fase mais madura para o RBD".
Leila Cobo, revisora editorial do Walmart.com, comentou que o álbum era "mais do mesmo, ou seja, cativante, um pop bonito que segue de perto a fórmula bem sucedida [do discos antecessores]", argumentando que "a maior parte de Empezar desde cero é centrado nas mulheres (honestamente, elas são melhores cantoras e as faixas que elas interpretam são as melhores)". Cobo concluiu sua crítica afirmando: "Certifique-se de escutar Empezar desde cero até o fim, e você será recompensado com "Extraña sensación", uma faixa dançante que pode funcionar tanto para boates quanto para shows. Sim, RBD manteve sua fórmula cativante, mas também está tentando manter contato com uma base de fãs que está amadurecendo e agora está definitivamente com mais de 21 anos". Rafael Sartori, editor do portal Território da Música, atribuiu uma crítica negativa ao disco do sexteto. Em seu texto, Sartori afirma que "o som do RBD é um pop simples e preguiçoso, com arranjos e melodias voltados para o público infantil" e que "musicalmente, não há evoluções", além de afirmar que a compra do álbum é somente indicada para os "fanáticos" pelo grupo.

### Prêmios e indicações
O álbum Empezar desde cero recebeu seis nomeações a prêmios da indústria fonográfica mundial, entre elas uma indicação a 9.ª cerimônia do Grammy Latino onde concorreu ao troféu de Melhor Álbum Pop por Grupo ou Dupla em 2008, considerado o mais importante prêmio da indústria musical latino-americana. Este foi o segundo e último álbum do grupo a receber indicações ao Grammy Latino. Das seis nomeações recebidas pelo álbum, o RBD venceu na categoria Melhor Artista Musical o prêmio GLAAD Media. A obra foi indicada à décima quarta edição do Prêmio Billboard de Música Latina como Melhor Álbum Latino do Ano, não conquistando o troféu. No Premio Lo Nuestro, o trabalho foi nomeado, novamente sem sucesso. Empezar desde cero obteve indicação aos troféus de Morro Sem Esse CD e Álbum do Ano no Premios Juventud e Prêmio Orgulhosamente Latino, respectivamente.

## Lista de faixas
O álbum Empezar desde cero contém treze faixas em sua edição padrão, dezenove em sua edição especial, além de um "CD Track", e dezesseis na versão Fan edition, além de um DVD com os making of dos vídeos "Empezar desde cero" e "Inalcanzable". A canção "Amor fugaz" é uma versão da canção "Love Is All There Is", que foi gravada originalmente em 1999 tanto pela cantora israelense Dana International como pela cantora Sabrina Salerno.
| Empezar desde cero – Edição padrão |                        |                                                |                     |         |  |
| N.º                                | Título                 | Compositor(es)                                 | Produtor(es)        | Duração |  |
| 1.                                 | "Empezar desde cero"   | Armando Ávila                                  | Ávila               | 3:14    |  |
| 2.                                 | "Y no puedo olvidarte" | Carlos Lara                                    | Lara Gustavo Borner | 3:56    |  |
| 3.                                 | "Inalcanzable"         | Lara                                           | Lara Borner         | 4:14    |  |
| 4.                                 | "No digas nada"        | Ávila Ángel Reyero                             | Ávila               | 3:20    |  |
| 5.                                 | "El mundo detrás"      | Sonia Molina Dany Tomas                        | Lara Borner         | 3:50    |  |
| 6.                                 | "Hoy que te vas"       | Ávila Reyero                                   | Ávila               | 3:09    |  |
| 7.                                 | "Llueve en mi corazón" | Mauricio L. Arriaga J. Eduardo Murguía         | Ávila               | 3:19    |  |
| 8.                                 | "Fui la niña"          | Ávila Mika Black Minchkin Boyzo Mads Krog      | Ávila               | 3:29    |  |
| 9.                                 | "A la orilla"          | Lara Pedro Damián                              | Lara Borner         | 4:40    |  |
| 10.                                | "Amor fugaz"           | Michael Garvin Lara Winston Sela Anthony Smith | Lara Borner         | 3:41    |  |
| 11.                                | "Sueles volver"        | Guido Laris Charly Rey Christopher Uckermann   | Ávila               | 3:29    |  |
| 12.                                | "Si no estás aquí"     | Alfonso Herrera Laris                          | Ávila               | 3:26    |  |
| 13.                                | "Extraña sensación"    | Kay Hanley Lara Jonathan Mead                  | Lara Borner         | 4:18    |  |
| Duração total:                     | Duração total:         | Duração total:                                 | Duração total:      | 48:29   |  |

| Empezar desde cero – Faixas bônus da edição Fan Edition |                                                      |                                         |              |         |  |
| N.º                                                     | Título                                               | Compositor(es)                          | Produtor(es) | Duração |  |
| 14.                                                     | "Tal vez mañana"                                     | Maite Perroni Rey Laris Orlando Calzada | Lara Borner  | 3:36    |  |
| 15.                                                     | "Te daría todo"                                      | Dulce María Gonzalo Schroeder           | Ávila        | 3:39    |  |
| 16.                                                     | "Estar bien" (participação de Kudai e Eiza González) | Lara                                    | Lara         | 3:14    |  |
| 17.                                                     | "Inalcanzable" (vídeo musical)                       | Lara                                    | Lara Borner  | 4:14    |  |
| 18.                                                     | "Empezar desde cero" (Vídeo musical)                 | Ávila                                   | Ávila        | 3:15    |  |
| 19.                                                     | "Making Of de Inalcanzable"                          | Lara                                    | Lara Borner  | 4:29    |  |
| 20.                                                     | "Making Of de Empezar desde cero"                    | Ávila                                   | Ávila        | 4:13    |  |
| 21.                                                     | "Inalcanzable" (Karaokê)                             | Lara                                    | Lara Borner  | 4:14    |  |
| 22.                                                     | "Empezar desde cero" (Karaokê)                       | Ávila                                   | Ávila        | 3:15    |  |
| 23.                                                     | "Y no puedo olvidarte" (Karaokê)                     | Lara                                    | Lara Borner  | 3:56    |  |

| Empezar desde cero – Faixas bônus da edição argentina |                            |                                      |               |         |  |
| N.º                                                   | Título                     | Compositor(es)                       | Produtor(es)  | Duração |  |
| 14.                                                   | "Ser o parecer"            | Ávila                                | Ávila         | 3:31    |  |
| 15.                                                   | "Sólo quédate en silencio" | Arriaga                              | Ávila         | 3:37    |  |
| 16.                                                   | "Nuestro amor"             | Memo Méndez Guiu Emil "Billy" Méndez | Ávila         | 3:34    |  |
| 17.                                                   | "Sálvame"                  | Lara Max di Carlo Pedro Damián       | Lara di Carlo | 3:43    |  |
| 18.                                                   | "Tu amor"                  | Diane Warren                         | Khris Kellow  | 4:38    |  |
| 19.                                                   | "Rebelde"                  | Lara di Carlo                        | Lara di Carlo | 3:32    |  |

## Equipe e colaboradores
Os créditos seguintes foram adaptados do encarte do álbum Empezar desde cero (2007):
| Locais de gravação - Elth Studios (México) - Igloo Music Studios (Burbank, Califórnia) | Locais de mixagem - Igloo Music Studios (Burbank, Califórnia) - Cosmos Studios (México) |

Vocais
| - RBD: vocais principais, vocais de fundo - Kudai: vocais principais, vocais de fundo (faixa "Estar bien") - Eiza González: vocais principais, vocais de fundo (faixa "Estar bien") | - Armando Ávila: vocais de fundo - Facundo Monty: vocais de fundo - Giza Vatky: vocais de fundo |

Músicos
| - Armando Ávila: violão, baixo, guitarra, teclados, bandolim - Jimmy Johnson: baixo - Greg Bissonette: baixo - Enrique "Bugs" González: bateria - Javo González: guitarras - Martín Pérez: guitarras | - Michael Thompson: guitarras - Ruy Folguera: teclados - Jon Gilutin: teclados - Czech National Symphony Orchestra: secção de cordas - Lee Thornburg: trompete - Novi Novog: viola |

Produção
| - Fernando Grediaga: A&R - Camilo Lara: A&R - Angélica Pérez Allende: coordenação de A&R - Rafa Arcaute: arranjos - Armando Ávila: arranjos, direção musical, mixagem, programação, produção, direção vocal, produção vocal - Gustavo Borner: arranjos, co-produção, masterização, mixagem, produção vocal - Juan Carlos Moguel: arranjos, mixagem, produção vocal - Ruy Folguera: arranjos - Pico Adworks: direção de arte, design gráfico - Luis Luisillo Miguel: produção associada - Carlos Lara: conceito, direção, produção, direção vocal - Ricardo Gascón: Autoria de DVD (Fan Edition) | - Carolina Palomo: coordenação - Emilio Ávila: produção executiva - Pedro Damián: produção executiva - Fernanda Roel: fotografia - Rotger Ros: assistência de gravação - Daniel Borner: coordenação de produção - Jorge González Montaut: coordenação de produção - Justin Moshkevich: assistência de gravação - Nacho Segura: assistência de gravação - Joseph "Joe" Greco: engenharia de som - Michkin Boyzo: coordenação de produção - Pepe Ortega: gravação de cordas - Carlos Valdez: direção vocal |

## Desempenho comercial
Em geral, Empezar desde cero alcançou um sucesso comercial positivo. Na sua primeira semana de comercialização no México, o trabalho estreou no sexto posto da parada de álbuns do país, subindo em sua quinta semana para a quarta posição, sendo esta sua posição de pico, alcançando 43 semanas dentro do top 100. Não obstante, este tornou-se o segundo disco de estúdio em espanhol do grupo a não conseguiu estrear na liderança no país, depois de Celestial. A Asociación Mexicana de Productores de Fonogramas y Videogramas (AMPROFON) emitiu quatro certificados de platina reconhecendo vendas equivalentes a 320 mil cópias adquiridas nesse território. Nos Estados Unidos, ocupou o primeiro lugar na tabela de álbuns latinos e na de álbuns pop latinos, conseguindo permanecer por 22 e 25 semanas em cada uma, respectivamente. No mesmo período, o trabalho debutou na posição 60 da Billboard 200, permanecendo 5 semanas no gráfico. Em 2008, Keith Caulfield da Billboard revelou que Empezar desde cero já havia vendido um total de cento e duas mil unidades em território americano, de acordo com dados publicados pelo serviço de mediação de vendas Nielsen SoundScan.
Em outras partes da América Latina, o álbum também obteve um desempenho positivo. Na Argentina, alcançou a décima sétima posição no ranking mensal divulgado pela Cámara Argentina de Productores de Fonogramas y Videogramas (CAPIF). Graças a isso, foi certificado como ouro em reconhecimento às vendas de 20 mil cópias no país. Obteve a quarta como melhor ocupação na parada dos dez álbuns mais vendidos do Brasil, publicada pela Billboard, com base em dados fornecidos pela revista Sucesso. Foi também certificado com ouro pelas 30 mil cópias vendidas no país, enquanto na Colômbia e Venezuela foi condecorado com platina, representando 20 mil cópias no primeiro e 30 mil no último. Na Europa, Empezar desde cero estreou na quarta posição da tabela espanhola de álbuns, sendo esta a sua melhor posição, mantendo-a por duas atualizações consecutivas. O projeto conseguiu ficar 25 semanas no gráfico. Devido a isso, a Productores de Música de España (PROMUSICAE) certificou-o como ouro pelas vendas superiores a 40 mil réplicas. Por outro lado, na parada croata de discos monitorada pela Croatian Airplay Radio Chart (CARC), o projeto alcançou o 30.º posto.

### Posições nas tabelas musicais
| Tabela musical (2007)             | Melhor posição |
| --------------------------------- | -------------- |
| Brasil (Sucesso)                  | 3              |
| Croácia (CARC)                    | 30             |
| Espanha (PROMUSICAE)              | 4              |
| Estados Unidos (Billboard 200)    | 60             |
| Estados Unidos (Latin Pop Albums) | 1              |
| Estados Unidos (Top Latin Albums) | 1              |
| México (AMPROFON)                 | 4              |

| Tabela musical (2008) | Melhor posição |
| --------------------- | -------------- |
| Argentina (CAPIF)     | 17             |

| Tabela musical (2007–08)          | Posição |
| --------------------------------- | ------- |
| Estados Unidos (Top Latin Albums) | 16      |
| Estados Unidos (Latin Pop Albums) | 9       |
| México (AMPROFON)                 | 49      |

| Região                                                                                             | Certificação | Vendas   |
| -------------------------------------------------------------------------------------------------- | ------------ | -------- |
| Argentina (CAPIF)                                                                                  | Ouro         | 20 000^  |
| Brasil (Pro-Música Brasil)                                                                         | Ouro         | 30 000*  |
| Colômbia (ASINCOL)                                                                                 | Platina      | 20 000^  |
| Espanha (PROMUSICAE)                                                                               | Ouro         | 40 000^  |
| México (AMPROFON)                                                                                  | 4× Platina   | 320 000^ |
| Venezuela (APFV)                                                                                   | Platina      | 30 000^  |
| *números de vendas baseados somente na certificação ^distribuições baseadas apenas na certificação |              |          |

## Histórico de lançamento
| Região         | Data                    | Formato             | Gravadora |
| -------------- | ----------------------- | ------------------- | --------- |
| México         | 20 de novembro de 2007  | CD download digital | EMI       |
| Estados Unidos | 20 de novembro de 2007  | CD download digital | EMI       |
| Colômbia       | 20 de novembro de 2007  | CD download digital | EMI       |
| Venezuela      | 20 de novembro de 2007  | CD download digital | EMI       |
| Espanha        | 20 de novembro de 2007  | CD download digital | EMI       |
| Brasil         | 20 de novembro de 2007  | CD download digital | EMI       |
| Equador        | 20 de novembro de 2007  | CD download digital | EMI       |
| Chile          | 20 de novembro de 2007  | CD download digital | EMI       |
| Argentina      | 18 de fevereiro de 2008 | CD download digital | EMI       |
| Portugal       | 4 de agosto de 2008     | CD download digital | EMI       |
| México         | 16 de março de 2023     | LP                  | Universal |
| Brasil         | 16 de março de 2023     | LP                  | Universal |